# Carcharhinus
Carcharhinus es un género elasmobranquios carcarriniformes de la familia Carcharhinidae distribuidos por todos los océanos del mundo.

## Especies
- Carcharhinus acronotus (Poey, 1860)  - tiburón limón
- Carcharhinus albimarginatus (Rüppell, 1837)  - tiburón de puntas blancas
- Carcharhinus altimus (Springer, 1950)  - tiburón baboso
- Carcharhinus amblyrhynchoides (Whitley, 1934)  - tiburón grácil
- Carcharhinus amblyrhynchos (Bleeker, 1856)  (enlace roto disponible en Internet Archive; véase el historial, la primera versión y la última). - tiburón gris
- Carcharhinus amboinensis (Müller & Henle, 1839)  - tiburón baleta
- Carcharhinus borneensis (Bleeker, 1859)  - tiburón de Borneo
- Carcharhinus brachyurus (Günther, 1870)  - tiburón cobrizo
- Carcharhinus brevipinna (Müller & Henle, 1839)  - tiburón aleta negra
- Carcharhinus cautus (Whitley, 1945)  - tiburón nervioso
- Carcharhinus dussumieri (Müller & Henle, 1839)  - tiburón cariblanco
- Carcharhinus falciformis (Müller & Henle, 1839)  - tiburón jaquetón
- Carcharhinus fitzroyensis (Whitley, 1943)  - tiburón ballenero
- Carcharhinus galapagensis (Snodgrass & Heller, 1905)  - tiburón de Galápagos
- Carcharhinus hemiodon (Müller & Henle, 1839)  - tiburón de Pondicherry
- Carcharhinus isodon (Müller & Henle, 1839)  - tiburón dentiliso
- Carcharhinus leucas (Müller & Henle, 1839)  - tiburón sarda
- Carcharhinus limbatus (Müller & Henle, 1839)  - tiburón macuira
- Carcharhinus longimanus (Poey, 1861)  - tiburón oceánico
- Carcharhinus macloti (Müller & Henle, 1839)  - tiburón trompudo
- Carcharhinus melanopterus (Quoy & Gaimard, 1824)  - tiburón de puntas negras
- Carcharhinus obscurus (Lesueur, 1818)  - tiburón arenero
- Carcharhinus perezi (Poey, 1876)  - tiburón coralino
- Carcharhinus plumbeus (Nardo, 1827)  - tiburón trozo
- Carcharhinus porosus (Ranzani, 1840)  - tiburón poroso
- Carcharhinus sealei (Pietschmann, 1913)  - tiburón alinegro
- Carcharhinus signatus (Poey, 1868)  - tiburón de noche
- Carcharhinus sorrah (Müller and Henle, 1839)  - tiburón rabo manchado
- Carcharhinus tilstoni (Whitley, 1950)  - tiburón de puntas negras australiano